# Байсунтау
Байсунта́у (узб. Boysuntog') — горный хребет в Узбекистане, юго-западный отрог Гиссарского хребта.
Протяжённость хребта составляет около 150 км, максимальная высота — 4425 м. Некоторые части Байсунтау именуются следующим образом: Куштанг (3723 м), Кетменьчапты, Сарымас (1886 м), Сувсызтаг (2124 м). Средняя высота 2500—3000 м.
Хребет сложен известняками, песчаниками, глинами. На склонах хребта берёт начало река Акдарья. Нижние части склонов покрыты полупустынной растительностью, выше — леса из арчи и альпийские луга. Распространены карстовые явления, пещеры: Бой-Булок, Фестивальная-Ледопадная, Уральская, Зайдмана и др.
В Байсунтау найдены окаменелые следы динозавров, живших 60 млн лет назад.
Здесь находится всемирно известная пещера Тешик-Таш, где в 1938—1939 годах совершено открытие захоронения мустьерской культуры неандертальской девочки.
На вершине безводной горы Сузистаг находится крепость Узундара — первая каменная эллинистическая крепость, обнаруженная в Узбекистане. Она была воздвигнута на границе Согда и Бактрии в период не позднее начала III века до н. э. По мнению Михаила Массона по Байсунтау проходила граница Кушанского царства с Кангюем. Обнаружение стены кушанского времени на Железных воротах к западу от Дербента свидетельствует в пользу предположения Массона.